# إد كينا
إد كينا (بالإنجليزية: Ed Kenna) هو لاعب كرة قاعدة أمريكي، ولد في 17 أكتوبر 1877 في تشارلستون في الولايات المتحدة، وتوفي في 22 مارس 1912 في غرانت فالكاريا في الولايات المتحدة.

## وصلات خارجية
- إد كينا على موقعبيزبول رفرنس.كوم (الدوري الرئيسي) (الإنجليزية)
- إد كينا على موقعبيزبول رفرنس.كوم (الدوري الثانوي) (الإنجليزية)